# Liste mineralogischer Museen
Die Liste mineralogischer Museen enthält eine Aufstellung international, regional oder thematisch bedeutender Sammlungen von Mineralen, Edel- und Schmucksteinen, Gesteinen, Meteoriten etc., die öffentlich besichtigt werden können.

## Deutschland
| Institution                                                      | Bundesland          | Ort                  | Bemerkungen | Bild |  |
| ---------------------------------------------------------------- | ------------------- | -------------------- | --- | ---- |  |
| Mineralogische Sammlung des Museums der Universität Tübingen MUT | Baden-Württemberg   | Tübingen             | |      |  |
| Mineralogisches Museum Würzburg                                  | Bayern              | Würzburg             | |      |  |
| Museum Mineralogia München                                       | Bayern              | München              | Teil der Mineralogischen Staatssammlung in München |      |  |
| Museum für Naturkunde (HMN)                                      | Berlin              | Berlin               | |      |  |
| Mineralogisches Museum Hamburg                                   | Hamburg             | Hamburg              | |      |  |
| Mineralogisches Museum der Philipps-Universität Marburg          | Hessen              | Marburg              | |      |  |
| Senckenberg Naturmuseum                                          | Hessen              | Frankfurt am Main    | |      |  |
| Museum Zurholt                                                   | Nordrhein-Westfalen | Altenberge           | |      |  |
| Mineralogisches Museum der Universität Bonn                      | Nordrhein-Westfalen | Bonn                 | |      |  |
| Mineralogisches Museum Münster                                   | Nordrhein-Westfalen | Münster              | |      |  |
| Mineralien-Museum Essen-Kupferdreh                               | Nordrhein-Westfalen | Essen, OT Kupferdreh | |      |  |
| GeoMuseum                                                        | Nordrhein-Westfalen | Köln                 | Mineralogische Schausammlung der Universität zu Köln |      |  |
| GeoMuseum Clausthal                                              | Niedersachsen       | Clausthal-Zellerfeld | Im Hauptgebäude der Technischen Universität Clausthal |      |  |
| Deutsches Mineralienmuseum                                       | Rheinland-Pfalz     | Idar-Oberstein       | |      |  |
| Deutsches Edelsteinmuseum                                        | Rheinland-Pfalz     | Idar-Oberstein       | |      |  |
| Mineralogische Sammlung der TU Bergakademie Freiberg             | Sachsen             | Freiberg             | |      |  |
| Mineralogische Sammlung Deutschland                              | Sachsen             | Freiberg             | im Krüger-Haus Freiberg in Sachsen |      |  |
| Museum für Mineralogie und Geologie Dresden                      | Sachsen             | Dresden              | |      |  |
| terra mineralia                                                  | Sachsen             | Freiberg             | Die Sammlung ist im Schloss Freudenstein untergebracht. Sie ist eine Dauerleihgabe von Erika Pohl-Ströher. Ausgestellt sind etwa 3500 Exponate. Weitere etwa 75000 befinden sich im Depot. |      |  |
| Anhaltische Mineraliensammlung im Museum Schloss Bernburg        | Sachsen-Anhalt      | Bernburg             | |      |  |
| Geologisches und Mineralogisches Museum                          | Schleswig-Holstein  | Kiel                 | |      |  |
| Mineralienmuseum Tabarz                                          | Thüringen           | Bad Tabarz           | |      |  |

## Österreich
| Institution                                                            | Bundesland       | Ort  | Bemerkungen | Bild |
| ---------------------------------------------------------------------- | ---------------- | ---- | --- | ---- |
| Naturhistorisches Museum Wien, Mineralogisch-Petrographische Abteilung | Wien             | Wien | Die Sammlung ist eine der bedeutendsten weltweit. In fünf Sälen werden Gesteine, Minerale in systematischer Aufstellung, Edelsteine und Meteoriten gezeigt.                                                                                |      |
| Universalmuseum Joanneum                                               | Steiermark       | Graz | Die Sammlung umfasst 80.000 Objekte und beruht auf der Schenkung der Privatsammlung von Erzherzog Johann. Zwei der Schauräume gehen mit der ursprünglichen Mineralien-Systematik nach Tschermak noch auf das späte 19. Jahrhundert zurück. |      |
| Mineraliensammlung Stift Melk                                          | Niederösterreich | Melk | Die alte Stifts-Sammlung geht zurück auf das Jahr 1767 und wurde 2007 erstmals der Öffentlichkeit vorgestellt. |      |

## Europa
| Institution                                               | Staat                  | Ort       | Bemerkungen | Bild |
| --------------------------------------------------------- | ---------------------- | --------- | --- | ---- |
| Musée de minéralogie in der Mines ParisTech               | Frankreich             | Paris     | Die École des mines (seit 2008 Mines ParisTech) wurde 1783 gegründet. Die zu Lehrzwecken angelegte Sammlung umfasst heute über 100.000 Stück.                                                                                             |      |
| Königliches mineralogisches Museum der Universität Neapel | Italien                | Neapel    | Das 1801 von König Ferdinand IV. von Neapel gegründete Museum besitzt eine Ausstellungsfläche von 800 m² mit knapp 9000 Objekten. |      |
| Museo Mineralogico Antonio Parascandola                   | Italien                | Portici   | 1990 eingerichtetes Museum im Königspalast von Portici. Das dem Geologen und Vulkanologen Antonio Parascandola gewidmete Museum birgt mehrere Sammlungen mit knapp 4000 Objekten.                                                         |      |
| Mineralienmuseum Teis                                     | Italien                | Villnöß   | |      |
| Mineralogisches Museum der Universität Breslau            | Polen                  | Breslau   | Die Sammlung wurde 1812, ein Jahr nach der Gründung der Universität, zu Lehrzwecken aufgestellt. Durch zahlreiche Sammlungen erweitert umfasst sie heute etwa 30.000 Exemplare.                                                           |      |
| Mineralogisches Museum, benannt nach A. J. Fersman        | Russland               | Moskau    | Das Mineralogische Museum der Russischen Akademie der Wissenschaften wurde 1716 in St. Petersburg gegründet und beherbergt eine der größten Mineraliensammlungen der Welt. 1934 ist es an seinen jetzigen Standort nach Moskau umgezogen. |      |
| Národní muzeum                                            | Tschechien             | Prag      | |      |
| Sedgewick Museum of Earth Sciences                        | Vereinigtes Königreich | Cambridge | Den Grundstock bildete die Anfang des 19. Jahrhunderts angekaufte Sammlung von Edward Daniel Clarke, dem ersten Professor für Mineralogie der University of Cambridge. Heute umfasst sie etwa 50.000 Stufen.                              |      |
| Naturhistorisches Museum Bern                             | Schweiz                | Bern      | 2300 Mineralien, Fossilien und Gesteine. |      |